# Port lotniczy Brindisi
Port lotniczy Brindisi (IATA: BDS, ICAO: LIBR) – port lotniczy położony 3 km na północ od Brindisi, w Apulii, we Włoszech.

## Linie lotnicze i połączenia
| Linia Lotnicza                | Kierunek |
| ----------------------------- | --- |
| Aer Lingus                    | Sezonowo: 1. Dublin |
| Air Dolomiti                  | Sezonowo: 1. Monachium |
| Austrian Airlines             | Sezonowo: 1. Wiedeń |
| British Airways               | Sezonowo: 1. Londyn-Heathrow |
| Brussels Airlines             | Sezonowo: 1. Bruksela |
| DAT                           | Sezonowo: 1. Katania |
| EasyJet                       | 1. / Bazylea 2. Genewa 3. Mediolan-Malpensa Sezonowo: 1. Londyn-Gatwick 2. Paryż-Orly 3. Zurych |
| Eurowings                     | 1. Stuttgart Sezonowo: 1. Kolonia/Bonn 2. Düsseldorf |
| ITA Airways                   | 1. Mediolan-Linate 2. Rzym-Fiumicino |
| Luxair                        | Sezonowo: 1. Luksemburg |
| Neos                          | Sezonowo: 1. Mediolan-Malpensa 2. Werona |
| Ryanair                       | 1. Paryż-Beauvais 2. Mediolan-Bergamo 3. Bolonia 4. Bruksela-Charleroi 5. Eindhoven 6. Gdańsk (od 1 maja 2024) 7. Londyn-Stansted 8. Manchester 9. Mediolan-Malpensa 10. Perugia 11. Piza 12. Rzym-Fiumicino 13. Turyn 14. Werona Sezonowo: 1. Dublin 2. Genua 3. Madryt 4. Memmingen 5. Palermo 6. Sztokholm-Arlanda 7. Wenecja 8. Wrocław |
| Sky Alps                      | Sezonowo: 1. Bolzano |
| Smartwings                    | Sezonowo: 1. Praga (od 3 czerwca 2024) |
| Swiss International Air Lines | 1. Genewa 2. Zurych |
| Transavia.com                 | Sezonowo: 1. Paryż-Orly 2. Rotterdam |
| TUI fly Belgium               | Sezonowo: 1. Bruksela |
| Volotea                       | Sezonowo: 1. Cagliari 2. Nantes |
| Vueling Airlines              | Sezonowo: 1. Barcelona |
| Wizz Air                      | 1. Tirana |